# Telotylenchus loofi
Telotylenchus loofi is een rondwormensoort. De wetenschappelijke naam van de soort is voor het eerst geldig gepubliceerd in 1970 door Tikyani & Khera.